# Ancistrothyrsus tessmannii
Ancistrothyrsus tessmannii är en passionsblomsväxtart som beskrevs av Hermann August Theodor Harms. Ancistrothyrsus tessmannii ingår i släktet Ancistrothyrsus och familjen passionsblomsväxter. Inga underarter finns listade i Catalogue of Life.